# الدوري البرتغالي الممتاز 1998–99
الدوري البرتغالي الممتاز 1998-99 (بالبرتغالية: Campeonato Português de Futebol 1998/1999‏) هو الموسم 61 من  الدوري البرتغالي الممتاز. أشرف على تنظيمه اتحاد البرتغال لكرة القدم، وكان عدد الأندية المشاركة فيه  18، وفاز فيه نادي بورتو.